# Falk Bernau
Falk Bernau (* 29. Dezember 1973 in Zerbst/Anhalt) ist ein deutscher Jurist. Er ist seit dem 2. Januar 2017  Richter am Bundesgerichtshof.

## Leben und Wirken
Bernau trat 2003 in den Justizdienst des Landes Niedersachsen ein und war zunächst bei der Staatsanwaltschaft Hannover, dem Amtsgericht Gifhorn und dem Landgericht Hildesheim tätig. Dort wurde er 2008 zum Richter am Landgericht ernannt. Von 2009 bis 2012 war er als wissenschaftlicher Mitarbeiter an den Bundesgerichtshof, anschließend als wissenschaftlicher Mitarbeiter an das Bundesverfassungsgericht abgeordnet; in dieser Zeit erfolgte 2013 seine Ernennung zum Richter am Oberlandesgericht in Celle. Bernau ist promoviert.
Das Präsidium des Bundesgerichtshofs wies Bernau zunächst dem vornehmlich für Rechtsstreitigkeiten aus dem Gebiet des Gesellschaftsrechts und für Teilbereiche des Kapitalmarktrechts zuständigen II. Zivilsenat zu.